# Sympathy (Larval Stage Planningの曲)
「Sympathy」（シンパシー）は、Larval Stage Planningの楽曲。朝見凛が作詞、C.G mixが作曲を手掛けた。グループのメジャー3枚目のシングルとして2013年7月17日にLantisから発売された。

## 概要
前作「Trip -innocent of D-」の発売から約1年6ヶ月ぶり、朝見と舞崎なみの在籍時としては最後のシングル。
表題曲「Sympathy」は、テレビアニメ『ハイスクールD×D NEW　月光校庭のエクスカリバー編』のオープニングテーマに起用されており、朝見凛が初めて作詞を担当した楽曲である。オリコン週間チャートの最高順位は31位に更新された。1枚目のオリジナルアルバム「LSP」先行シングル。

## 収録曲
1. Sympathy [4:52]
作詞：朝見凛、作曲：C.G mix、編曲：C.G mix・星野威
  - テレビアニメ『ハイスクールD×D NEW　月光校庭のエクスカリバー編』オープニングテーマ
2. ドラマチック・メイクイット [4:25] 
作詞：桐島愛里、作曲・編曲：井内舞子・中沢伴行
3. Sympathy (Off Vocal)
4. ドラマチック・メイクイット (Off Vocal)